# Gopo 2011
A V-a ediție a Premiilor Gopo a avut loc pe 28 martie 2011. Eligibile pentru a fi jurizate și nominalizate la Premiile Gopo 2011 au fost scurt și lungmetrajele de ficțiune, precum și documentarele, producții românești sau coproducții cu participare majoritar românească, care au avut premiera în festivalurile, pe marile și micile ecrane din România în perioada 1 ianuarie – 31 decembrie 2010. În competiție au fost înscrise un număr record de filme, 56 de titluri, dintre care 18 lungmetraje, 10 documentare și 30 de scurtmetraje.
Juriul care a stabilit nominalizările a fost alcătuit din 11 profesioniști din lumea filmului românesc: directorul de imagine Dan Alexandru, criticii de film Angelo Mitchievici, Florin Barbu, Tudor Caranfil, Mihai Chirilov, jurnaliștii de film Florentina Ciuvercă și Alexandra Olivotto, regizorii Sinisa Dragin și Florin Iepan, actrița Medeea Marinescu și inginerul de sunet Horea Murgu.
Filmul Eu când vreau să fluier, fluier a adunat cele mai multe nominalizări, 13 la număr, un număr-record pentru istoria Premiilor Gopo.

## Nominalizări

### Cel mai bun film
- Eu când vreau să fluier, fluier
  - Autobiografia lui Nicolae Ceaușescu
  - Marți, după Crăciun
  - Medalia de onoare
  - Morgen

### Cel mai bun regizor
- Florin Șerban - Eu când vreau să fluier, fluier
  - Peter Călin Netzer - Medalia de onoare
  - Marian Crișan - Morgen
  - Radu Muntean - Marți, după Crăciun
  - Răzvan Rădulescu, Melissa de Raaf - Felicia, înainte de toate

### Cel mai bun actor
- Victor Rebengiuc - Medalia de onoare
  - Andras Hathazi - Morgen
  - George Piștereanu - Eu când vreau să fluier, fluier
  - Mimi Brănescu - Marți, după Crăciun
  - Yilmaz Yalcin - Morgen

### Cea mai bună actriță
- Mirela Oprișor - Marți, după Crăciun
  - Ada Condeescu - Eu când vreau să fluier, fluier
  - Adriana Trandafir - Europolis
  - Maria Popistașu - Marți, după Crăciun
  - Ozana Oancea - Felicia, înainte de toate

### Cel mai bun actor în rol secundar
- Bogdan Dumitrache - Portretul luptătorului la tinerețe
  - Igor Caras-Romanov - Nuntă în Basarabia
  - Mihai Constantin - Eu când vreau să fluier, fluier
  - Mircea Diaconu - Caravana cinematografică
  - Vasile Menzel - Felicia, înainte de toate

### Cea mai bună actriță în rol secundar
- Clara Vodă - Eu când vreau să fluier, fluier
  - Camelia Zorlescu - Medalia de onoare
  - Elvira Rîmbu - Morgen
  - Ileana Cernat - Felicia, înainte de toate
  - Iulia Lumânare - Caravana cinematografică

### Cel mai bun scenariu
- Tudor Voican - Medalia de onoare
  - Alexandru Baciu, Radu Muntean, Răzvan Rădulescu - Marți, după Crăciun
  - Cătălin Mitulescu, Florin Șerban - Eu când vreau să fluier, fluier
  - Marian Crișan - Morgen
  - Răzvan Rădulescu, Melissa de Raaf - Felicia, înainte de toate

### Cea mai bună imagine
- Liviu Mărghidan - Portretul luptătorului la tinerețe
  - Marius Panduru - Eu când vreau să fluier, fluier
  - Tudor Mircea - Morgen
  - Tudor Lucaciu - Marți, după Crăciun
  - Vivi Drăgan Vasile - Caravana cinematografică

### Cel mai bun montaj
- Dana Bunescu - Autobiografia lui Nicolae Ceaușescu
  - Alexandru Radu - Marți, după Crăciun
  - Cătălin F. Cristuțiu, Sorin Baican - Eu când vreau să fluier, fluier
  - Cătălin F. Cristuțiu - Medalia de onoare
  - Tudor Pojoni - Morgen

### Cel mai bun sunet
- Thomas Huhn, Andreas Franck, Florin Tăbăcaru, Gelu Costache - Eu când vreau să fluier, fluier
  - Constantin Fleancu, Dana Bunescu - Felicia, înainte de toate
  - Mihai Bogos - Portretul luptătorului la tinerețe
  - Dana Bunescu, Cristinel Șirli - Autobiografia lui Nicolae Ceaușescu
  - Dragoș Stanomir, Electric Brother - Marți, după Crăciun

### Cea mai bună muzică originală
- Vasile Șirli - Caravana cinematografică
  - Anatol Ștefăneț - Nuntă în Basarabia
  - Diego Losa, François Petit - Europolis
  - Mircea Florian - Kapitalism - Rețeta noastră secretă

### Gopo pentru cea mai bună scenografie
- Cristian Niculescu - Caravana cinematografică
  - Ana Ioneci - Eu când vreau să fluier, fluier
  - Mihnea Mihăilescu - Medalia de onoare
  - Róbert Köteles - Morgen
  - Sorin Dima - Marți, după Crăciun

### Cele mai bune costume
- Viorica Petrovici - Caravana cinematografică
  - Alexandra Ungureanu - Morgen
  - Cristina Mititelu - Portretul luptătorului la tinerețe

### Cel mai bun machiaj și cea mai bună coafură
- Dana Roșeanu - Caravana cinematografică
  - Andreea Lupu, Maria Anton - Portretul luptătorului la tinerețe
  - Lidia Ivanov, Edwina Vodă - Eva

### Cel mai bun film de debut
- Florin Șerban - Eu când vreau să fluier, fluier
  - Răzvan Rădulescu, Melissa de Raaf - Felicia, înainte de toate
  - Marian Crișan - Morgen

### Cel mai bun film documentar
- Autobiografia lui Nicolae Ceaușescu - regie Andrei Ujică
  - Căutare - regie Ionuț Pițurescu
  - Circul vesel - regie Claudiu Mitcu
  - The Shukar Collective Project - regie Matei-Alexandru Mocanu
  - Kapitalism - Rețeta noastră secretă - regie Alexandru Solomon

### Cel mai bun film de scurt metraj
- Colivia - regie Adrian Sitaru
  - Captivi de Crăciun - regie Iulia Rugină
  - Matei, Matei - regie Cecília Felmèri
  - Oxigen - regie Adina Pintilie
  - Strung love - regie Victor Dragomir

### Premiul pentru tânără speranță
- George Piștereanu - actor: Eu când vreau să fluier, fluier
  - Adina Pintilie - regie: Oxigen
  - Bogdan Mihăilescu - regie: Grand café
  - Iulia Rugină - regie: Captivi de Crăciun
  - Marius Iacob - imagine: Oxigen

### Cel mai bun film european
- Das Weisse Band (Panglica albă) - Regia: Michael Haneke; Franța-Germania-Austria, 2009
  - An Education (O lecție de viață) - Regia: Lone Scherfig; Marea Britanie, 2009
  - Antichrist - Regia: Lars von Trier; Danemarca, 2009
  - L'Illusionniste (Iluzionistul) -  Regia: Sylvain Chomet; Marea Britanie-Franța, 2010
  - Un prophète (Un profet) - Regia: Jacques Audiard; Franța, 2009

### Premiul publicului
- Eu când vreau să fluier, fluier – 55.858 bilete vândute

## Premii speciale
Premiul Gopo pentru întreaga activitate
- Inginerul de sunet Anușavan Salamanian

Premiul Gopo pentru întreaga carieră
- Ion Besoiu - actor

Premiul special
- Zoltan Szabo

Cel mai popular film din 2010
- Seria Brigada Diverse

Premiul special pentru susținerea filmului românesc
- Horia Roman Patapievici

Premiul special MTV pentru cel mai bun sărut
- Vincent Regan și Amy Hayes - Eva
  - Constantin Diță și Raluca Rusu-Diță - Portretul luptătorului la tinerețe
  - Mimi Brănescu și Maria Popistașu - Marți, după Crăciun
  - Vlad Logigan și Victoria Bobu - Nuntă în Basarabia

## Prezentatori
| Nume                                | Rol                                                                       |
| ----------------------------------- | ------------------------------------------------------------------------- |
| Mihaela Sârbu Cristian Iacob        | Prezentatorii premiului pentru cel mai bun sunet                          |
| Paul Ipate Ioana Blaj               | Prezentatorii premiului pentru cel mai bun scurt-metraj                   |
| Cabral Adela Popescu                | Prezentatorii premiului publicului                                        |
| Dana Voicu Ionel Mihăilescu         | Prezentatorii premiului pentru cel mai bun montaj                         |
| Valentina Miu                       | Prezentatorul premiului pentru cel mai bun film european                  |
| VJ Oana                             | Prezentatorul premiului pentru cel mai bun sarut dintr-un film românesc   |
| Cristian Niculescu                  | Prezentatorul premiului special al serii                                  |
| Kitty Cepraga Alin Panc             | Prezentatorii premiului pentru cel mai bun machiaj/coafură                |
| Dragoș Bucurenci                    | Prezentatorul premiului pentru cel mai bun film documentar                |
| Bogdan Dumitrache Andreea Bibiri    | Prezentatorii premiului pentru cea mai bună actriță într-un rol secundar  |
| Cristian Tudor Popescu              | Prezentatorul premiului pentru cel mai popular film din 2010              |
| Diana Cavaliotti Radu Iacoban       | Prezentatorii premiului pentru cel mai bun actor într-un rol secundar     |
| Adriana Trandafir Gheorghe Ifrim    | Prezentatorii premiului pentru cel mai bun scenariu                       |
| Horea Murgu                         | Prezentatorul premiului pentru întreaga activitate                        |
| Maria Dinulescu Vlad Zamfirescu     | Prezentatorii premiului pentru tânără speranță                            |
| Olimpia Melinte Alexandru Papadopol | Prezentatorii premiului pentru cel mai bun film de debut                  |
| Ana Ularu Giampaolo Manzonetto      | Prezentatorii premiului pentru cea mai bună imagine                       |
| Andreea Esca                        | Prezentatorul premiului pentru cele mai bune costume                      |
| Tudor Chirilă                       | Prezentatorul premiului pentru cea mai bună muzică originală              |
| Tudor Giurgiu                       | Prezentatorul premiului special pentru susținerea filmului românesc       |
| Dorian Boguta Daiana Voicu          | Prezentatorii premiului pentru cea mai bună scenografie                   |
| Jean Valvis                         | Prezentatorul premiului pentru cea mai bună actriță într-un rol principal |
| Anca Oreviceanu Eugen Șerbănescu    | Prezentatorii premiului pentru cea mai bună regie                         |
| Hilda Peter                         | Prezentatorul premiului pentru cel mai bun actor într-un rol principal    |
| Bruno Roche Mihai Constantin        | Prezentatorii premiului pentru întreaga carieră                           |
| Corneliu Porumboiu                  | Prezentatorul premiului pentru cel mai bun film                           |

## Filme cu multiple nominalizări
| 13 nominalizări - Eu când vreau să fluier, fluier 11 nominalizări - Morgen 10 nominalizări - Marți, după Crăciun | 7 nominalizări - Felicia, înainte de toate - Medalia de onoare - Caravana cinematografică 5 nominalizări - Portretul luptătorului la tinerețe |

## Filme cu multiple premii
7 premii
- Eu când vreau să fluier, fluier

4 premii
- Caravana cinematografică